# رهبران سیاسی زن مسلمان
در جنبش‌‌های زنان مسلمان، تلاش برای رسیدن به مناصب رهبری در عرصهٔ ملی، به سرعت افزایش پیدا کرده‌است. فرصت‌های تحصیلی بهتر، زنان را به تأثیرگذاری بیشتر در سیاست تشویق کرده است. از برجسته‌ترین رهبران زن مسلمان می‌توان به نخست وزیر سابق پاکستان، بی‌نظیر بوتو (خدمت از سال ۱۹۸۸میلادی الی ۱۹۹۰میلادی و ۱۹۹۳ الی ۱۹۹۶ میلادی)، رئیس جمهور اندونزی مگاواتی سوکارنوپوتری (که در سال ۲۰۰۱ میلادی رئیس جمهور شد)، نخست وزیر سابق ترکیه‌ تانسو چیلّر (خدمت از ۱۹۹۳ تا ۱۹۹۵ میلادی)، نخست وزیر سابق سنگال (انتخاب شده در سال ۲۰۰۱ میلادی)، نخست وزیران بنگلادش خالده ضیا (خدمت از ۱۹۹۱ الی ۱۹۹۶ میلادی) و شیخ حسینه (اولین بار در ۱۹۹۶ میلادی انتخاب شد)، معاون رئیس‌جمهور ایران معصومه ابتکار (اولین بار از ۱۹۹۷ تا ۲۰۰۵ میلادی و دومین بار از ۲۰۱۳ تا ۲۰۲۱)، رئیس جمهور مالی (منتخب در ۲۰۱۱ میلادی)، رئیس جمهور کزوو عاطفه یحیی آغا (خدمت از ۲۰۱۱ الی ۲۰۱۶ میلادی)، و رئیس جمهور موریس آمینه غریب (انتخاب شده در سال ۲۰۱۵ میلادی) اشاره کرد.
دارالإفتاء المصریة، مؤسسه‌ای اسلامی که بر عملکرد وزارت عدالت مصر نظارت می‌کند، فتوایی را مبنی بر این که در اسلام رئیس [یا حاکم] و قاضی زن مجاز است، صادر کرد.

## رهبران سیاسی
نمونه‌های قرن بیستم و بیست و یکمی بسیاری از زنانی که کشورهای اکثریت-مسلمان را رهبری می‌کنند، وجود دارد. اکثریت مسلمانان در دنیا در کشورهایی زندگی می‌کنند که در دوره‌ای زنان را به عنوان رهبرانشان انتخاب کرده‌اند. سه کشور پرجمعیت با اکثریت مسلمان، یعنی  اندونزی، پاکستان و بنگلادش رهبران زن داشته‌اند. در سال ۲۰۰۷ میلادی، زنان در جایگاه رهبران سیاسی همچنان با فشارهای زیادی از جمله دستگیری، زندانی شدن و تلاش‌ برای ترور مواجه هستند.

## فهرست برخی از زنان در عرصهٔ سیاست در برخی از کشورهای اسلامی

##### افغانستان
- کبرا نوروزی
- مسعوده جلال
- عذرا جعفری
- فوزیه کوفی
- سیما سمر
- فروزان فنا
- شهلا عطا

### بحرین
- لطیفه القعود
- ندی حفاظ

### اردن
- توجان الفیصل

## ایران
- مرضیه دباغ
- زهره سادات لاجوردی
- انسیه خزعلی
- مرضیه وحید دستجردی
- زهرا رهنورد
- معصومه ابتکار
- شهیندخت مولاوردی
- الهام امین‌زاده
- فرح پهلوی
- عفت مرعشی